# Ingen kom ner
Ingen kom ner är en svensk kortfilm (skräck) från 2009 i regi av Torbjörn Martin. I rollerna ses bland andra Simon J. Berger, Gustaf Norén och Christina Lindberg.

## Handling
Jens kör sin nya bil genom den mörka natten, då det plötsligt börjar banka från bakluckan.

## Rollista
- Simon J. Berger – Jens
- Gustaf Norén
- Christina Lindberg
- Karolina Conrad
- Reine Johansson

## Om filmen
Filmen producerades av Björn Fävremark för Stark Film & Event. Manus skrevs av John Boisen, Fävremark och Martin, fotograf var Hans Johansson och klippare Martin. Filmen premiärvisades den 23 januari 2009 på Göteborgs filmfestival. 2012 visades den av Sveriges Television.